# Мишићи за жвакање
Мишићи за жвакање (musculi masticatirii) припадају групи дубоких мишића главе. Покрети доње вилице зависе од акције мишића за жвакање. Овој групи припадају:
- масетер (m. masseter)
- слепоочни мишић
- спољашњи криласти мишић
- унутрашњи криласти мишић

Покрети доње вилице условљени су акцијом не само мишића за жвакање већ и натхиоидних мишића, као и кретањима у виличном зглобу.